# Kasper Fisker
Kasper Fisker (født 22. maj 1988) er en dansk tidligere fodboldspiller, der sidst spillede i den danske 1. divisionsklub Fremad Amager, som han skiftede til i sommeren 2020.

## Karriere

### Ungdomskarriere
Fisker spillede i Nørager Boldklub på Djursland, indtil han som 12-årig skiftede til Randers Freja.

### Skive IK
Den 27. juli 2007 blev det offentliggjort, at Kasper Fisker blev lejet ud til Skive IK, men senere skrev permanent kontrakt med klubben.

### Hobro IK
Kasper Fisker blevet lejet ud til Hobro IK i 2008, men senere skrev permanent kontrakt med klubben den 29. juni 2009.

### Randers FC (2014-2017)
Den 15. juli 2013 skiftede Kasper Fisker til Randers FC, sin gammel barndomsklub, og spillede fire sæsoner for klubben.

### Brøndby IF
26. juni 2017 skiftede Kasper Fisker til Brøndby IF på en treårig kontrakt.

### Fremad Amager
Den 22. august 2020 skiftede Kasper Fisker til Fremad Amager, hvor han afsluttede sin fodboldkarriere den 17. marts 2021 pga. gentagende knæskader.

## Andre aktiviteter
I 2023 deltog Fisker i sæson 20 af Vild med dans.
Han dansede med den professionelle danser Karina Frimodt. Parret vandt sæsonen.